# Numero potente
Un numero potente è un intero positivo {\displaystyle m} tale che, per ogni numero primo {\displaystyle p} che divide {\displaystyle m}, anche {\displaystyle p^{2}}divide {\displaystyle m}. Equivalentemente, un numero potente è il prodotto di un quadrato per un cubo, ovvero può essere scomposto nella forma {\displaystyle m=a^{2}b^{3}}, dove {\displaystyle a} e {\displaystyle b} sono interi positivi (eventualmente uguali a 1).
I numeri potenti, conosciuti anche come squareful, square-full o 2-full, furono studiati da Paul Erdős e George Szekeres mentre fu  Solomon W. Golomb a chiamarli 'potenti'.
I primi numeri potenti, compresi tra 1 e 1000, sono (sequenza A001694 dell'OEIS):
1, 4, 8, 9, 16, 25, 27, 32, 36, 49, 64, 72, 81, 100, 108, 121, 125, 128, 144, 169, 196, 200, 216, 225, 243, 256, 288, 289, 324, 343, 361, 392, 400, 432, 441, 484, 500, 512, 529, 576, 625, 648, 675, 676, 729, 784, 800, 841, 864, 900, 961, 968, 972,  1000.

## Equivalenza delle due definizioni
Se m = a2b3, allora tutti i primi all'interno della fattorizzazione di a appaiono nella fattorizzazione di m con un esponente maggiore o uguale a due, e tutti i primi all'interno della fattorizzazione di b appaiono nella fattorizzazione di m con un esponente maggiore o uguale a tre; perciò, m è potente.
Ragionando in senso opposto, ipotizziamo che m sia potente e si fattorizzi come
{\displaystyle m=\prod p_{i}^{\alpha _{i}},}
dove ogni αi ≥ 2. Poniamo γi uguale a {\displaystyle 3} se αi è dispari, e uguale a {\displaystyle 0} se αi è pari. Poniamo βi = αi - γi, allora tutti i valori di βi sono interi pari non negativi. Quindi
{\displaystyle m=(\prod p_{i}^{\beta _{i}})(\prod p_{i}^{\gamma _{i}})=(\prod p_{i}^{\beta _{i}/2})^{2}(\prod p_{i}^{\gamma _{i}/3})^{3},}
soddisfa la rappresentazione desiderata di m come prodotto di un quadrato e un cubo.
Equivalentemente, data la fattorizzazione di m, si prenda b come il prodotto dei fattori primi di m che hanno esponente dispari (se non ce ne sono, si prenda b = 1). Dato che m è potente, ogni fattore primo con esponente dispari ha per esponente almeno {\displaystyle 3}, allora m / b3 è un intero. Inoltre, ogni fattore primo di m / b3 ha un esponente pari, allora m / b3 è un quadrato perfetto, e allora si può chiamare a2; perciò m = a2b3. Ad esempio:
{\displaystyle m=21600=2^{5}\times 3^{3}\times 5^{2},}
{\displaystyle b=2\times 3=6,}
{\displaystyle a={\sqrt {\frac {m}{b^{3}}}}={\sqrt {2^{2}\times 5^{2}}}=10,}
{\displaystyle m=a^{2}b^{3}=10^{2}\times 6^{3}.}
La rappresentazione m = a2b3 calcolata in questo modo ha la proprietà che b è privo di quadrati, ed è unicamente definito da questa proprietà.

## Proprietà matematiche
La somma dei reciproci dei numeri potenti converge a
{\displaystyle \prod _{p}\left(1+{\frac {1}{p(p-1)}}\right)={\frac {\zeta (2)\zeta (3)}{\zeta (6)}}={\frac {315}{2\pi ^{4}}}\zeta (3),}
dove p racchiude tutti i primi, ζ(s) indica la funzione zeta di Riemann e ζ(3) è la costante di Apéry (Golomb, 1970).
Inoltre, definendo k(x) come il numero di numeri potenti nell'intervallo [1,x], si ha che k(x) è asintotico alla radice quadrata di x. Più precisamente,
{\displaystyle cx^{1/2}-3x^{1/3}\leq k(x)\leq cx^{1/2},c=\zeta (3/2)/\zeta (3)=2.173\cdots }
(Golomb, 1970)
La sequenza delle coppie di numeri potenti è data dalla sequenza A060355 dell'OEIS. I due numeri potenti più piccoli sono 8 e 9. Dato che l'equazione di Pell x2 − 8y2 = 1 ha infinite soluzioni intere, ci sono infinite coppie di numeri potenti (Golomb, 1970); più generalmente, si può trovare una coppia di numeri potenti risolvendo un'equazione di Pell simile x2 − ny2 = ±1 per ogni cubo perfetto n. Tuttavia, uno dei due numeri potenti di una coppia formata in questo modo dev'essere un quadrato. Erdős ha posto il problema se esistano infinite coppie di numeri potenti consecutivi come (233, 2332132), in cui nessun numero della coppia è un quadrato. Jarosław Wróblewski ha mostrato che in effetti esistono infinite coppie di questo genere, mostrando che 33c2+1=73d2 ha infinite soluzioni. Secondo una congettura di Erdős, Mollin, e Walsh, non esistono tre numeri potenti consecutivi.

## Somme e differenze di numeri potenti
È noto che ogni numero dispari è la differenza di due quadrati consecutivi. Infatti, (k + 1)2 = k2 + 2k +12, e quindi (k + 1)2 - k2 = 2k + 1. Analogamente, ogni multiplo di quattro è la differenza dei quadrati di due numeri che differiscono di due: (k + 2)2 - k2 = 4k + 4. Tuttavia, un numero singolarmente pari (cioè divisibile per due, ma non per quattro) non può essere espresso come una differenza di quadrati. Ciò spinge a chiedersi quali numeri singolarmente pari possano essere espressi come differenze di numeri potenti. Golomb ha mostrato alcune rappresentazioni di questo tipo:
2 = 33 − 52
10 = 133 − 37
18 = 192 − 73 = 32(33 − 52).
È stato congetturato che 6 non può essere rappresentato, mentre Golomb ha congetturato che esistano infiniti interi che non possono essere rappresentati come differenza di due numeri potenti. Ad ogni modo, Narkiewicz ha dimostrato che 6 può essere espresso in un numero infinito di modi, come
6 = 5473 − 4632,
e McDaniel ha dimostrato che ogni intero ha infinite rappresentazioni di questo tipo (McDaniel, 1982).
Erdős ha congetturato che ogni intero sufficientemente grande è una somma di al massimo tre numeri potenti; la congettura è stata dimostrata da Roger Heath-Brown (1987).

## Generalizzazione
Più generalmente, possiamo considerare tutti quegli interi i cui esponenti sono almeno k. Un intero del genere è chiamato numero k-potente, numero k-full o numero k-full.
I numeri
(2k+1 − 1)k,  2k(2k+1 − 1)k,   (2k+1 − 1)k+1,
sono numeri k-potenti in progressione aritmetica. Inoltre, se a1, a2, ..., as sono k-potenti in una progressione aritmetica di ragione d, allora
a1(as + d)k,  a2(as + d)k, ..., as(as + d)k, (as + d)k+1,
sono numeri (s + 1)k-potenti in progressione aritmetica.
Riguardo ai numeri k-potenti, abbiamo la seguente identità:
ak(al + ... + 1)k + ak + 1(al + ... + 1)k + ... + ak + l(al + ... + 1)k = ak(al + ... +1)k+1,
che ci fornisce infinite (l + 1)-uple di numeri k-potenti la cui somma è anch'essa k-potente. Nitaj ha dimostrato che esistono infinite soluzioni di x + y = z formate da 3 numeri potenti coprimi (Nitaj, 1995). Cohn  ha costruito una famiglia infinita di soluzioni di x + y = z formate da numeri 3-potenti non cubi coprimi, come segue: la terna
X = 9712247684771506604963490444281, Y = 32295800804958334401937923416351, Z = 27474621855216870941749052236511,
è una soluzione dell'equazione 32X3 + 49Y3 = 81Z3 e possiamo comporre un'altra soluzione ponendo X′ = X(49Y3 + 81Z3), Y′ = −Y(32X3 + 81Z3), Z′ = Z(32X3 − 49Y3) e omettendo il divisore comune.